# Orchomene magdalenensis
Orchomene magdalenensis är en kräftdjursart som först beskrevs av Robert Alan Shoemaker 1942.  Orchomene magdalenensis ingår i släktet Orchomene och familjen Lysianassidae. Inga underarter finns listade i Catalogue of Life.